# Messilat Yecharim
 (janvier 2020).
Messilat Yecharim (La voie des Justes) est un livre d'éthique juive écrit et imprimé à Amsterdam en 1740 par le kabbaliste et théologien juif Rabbi Moché Haïm Luzzatto.

## Popularité de l'œuvre
Il devint rapidement la référence fondamentale de l'éthique juive dans le monde juif avec le Hovot haLevavot de Bahya ibn Paquda. Il connaît une très large audience dans toutes les Yeshivot du monde, pour son style simple, son langage clair et esthétique. Œuvre non-moralisatrice, étant basée sur la raison, il est le traité d'éthique le plus systématique et le plus complet qui prend en considération le caractère humain. D'où son influence considérable et profonde sur la pensée juive jusqu'à nos jours.

## Analyse de l'œuvre
Le Messilat Yecharim est un livre de réflexion sur le comportement idéal de l'homme. Il est une éthique qui a pour objet l'analyse et le jugement d'appréciation du bien et du mal, invitant l'homme à emprunter sa propre voie afin de parvenir au bonheur absolu, dont le lieu ultime est le monde à venir (chap.1). Non pas que l'homme doive abandonner le concept de plaisir d'un monde matériel, sensé, capable d'assigner sa place à l'homme. Mais ce bonheur, cette félicité éternelle ne sont pas de ce monde et ne sauraient être recherchés que par l'homme saint parvenu à la dvékout (l'adhésion).
Ramhal définit et développe dix principes régissant La voie des Justes :
« La connaissance de la Torah mène l'homme à la prudence, qui le conduit au zèle, qui le conduit à la propreté...à l'ascèse...à la pureté..à la piété..à l'humilité...à la crainte...à la sainteté...à l'esprit de prophétie...au pouvoir de résurrection des morts. »
L'auteur se fonde sur un texte Talmudique appartenant au Tanna Rabbi Pinhas ben Yaïr (IIe siècle) et fonde son éthique métaphysique à partir de la Kabbale zoharique et lourianique. Grâce à son esprit logique et systématique, Ramhal nous présente la voie sous forme d'une série progressive de vertus et de valeurs humaines qui mènent l'homme à la perfection.